# Василий III
Васи́лий III Ива́нович, по прямому имени — Гаврии́л, в постриге — Варлаа́м (25 марта 1479, Москва, Великое княжество Московское — 3 декабря 1533, Москва, Великое княжество Московское) — великий князь владимирский и московский в 1505—1533 годах, государь всея Руси. Сын Ивана III Великого и Софьи Палеолог, отец Ивана IV Грозного. Василий III продолжил политику своего отца по «собиранию русских земель» и постепенному упразднению удельных княжеств. Его наибольшим успехом в остром противостоянии с Великим княжеством Литовским стало взятие Смоленска в 1514 году, также к единому Русскому государству были присоединены Псковская республика и Рязанское княжество. В период его правления существенно обострились отношения с постордынскими образованиями — Крымским и Казанским ханствами.

## Титул
Полный титул Василия III после 1514 года, использовавшийся в грамотах православным Средиземноморья выглядел следующим образом:
Великий господарь Василей, Божиею милостию един правый господарь всеа Руси, и иным многим землям Восточным и Северным господарь, и великий князь Володимирский, Московский, Новгородцкий, Псковский, Смоленский, Тферский, Югорский, Пермский, Вятцкий, Болгарский, и иных, господарь и великий князь Новагорода Низовской земли и Черниговский, и Рязанский, и Волотцкий, и Ржевский, и Белский, и Ростовский, и Ярославский, и Белозерский, и Удорский, и Обдорский, и Кондинский и иных
В отличие от своего сына, титул царя он официально не принял, за что удостоился похвалы от игумена Новгородского Хутынского монастыря Феодосия: «Во всем государь нам образ показуя, смирения ради царем себя не именова», однако в документах по дипломатическим отношениям со Священной Римской империей его титул писался как «великий государь Василий божией милостию царь и государь всея Руси и великий князь», также он использовал царский титул в корреспонденции с Тевтонским и Ливонским орденами и Данией, а после присоединения Пскова стал чеканить там монету со словом «царь» и использовать царский титул в грамотах псковским монастырям.
Отмечается, что «царь» на данном этапе был почётным определением и закрепился как официальный титул лишь начиная с акта венчания на царство Ивана Грозного в 1547 году.
В договоре от 1514 года с императором Максимилианом I впервые в истории Руси назван на межгосударственном уровне императором («kayser») русов. Грамота Максимилиана I, титулующая Василия III императором, была опубликована Петром I в качестве инсигнии для его личных прав на коронацию императором.

## Биография
Василий родился 25 марта 1479 года в семье великого московского князя Ивана III и получил «прямое имя» Гавриил. Он был вторым сыном князя и старшим сыном второй жены Ивана Софьи Палеолог. Кроме старшего, у него было четыре младших брата:
- Юрий Иванович, князь дмитровский (1480—1536)
- Дмитрий Иванович Жилка, князь углицкий (1481—1521)
- Семён Иванович, князь калужский (1487—1518)
- Андрей Иванович, князь старицкий и волоколамский (1490—1537)

Иван III, проводивший политику централизации, заботился о передаче всей полноты власти по линии старшего сына, с ограничением власти младших сыновей. Поэтому он уже в 1470 году объявил своим соправителем старшего сына от первой жены Ивана Молодого. Однако в 1490 году тот умер от болезни. При дворе создалось две партии: одна группировалась вокруг сына Ивана Молодого, внука Ивана III Дмитрия Ивановича и его матери, вдовы Ивана Молодого, Елены Стефановны, а вторая вокруг Василия и его матери Софьи.
Поначалу верх брала первая партия. В окружении княжича Василия не без участия его матери созрел заговор против Дмитрия. В частности, некоторые дети боярские и дьяки, поддерживавшие не слишком любимую в Москве Софью, целовали крест и присягали Василию и советовали ему бежать с казной на север, расправившись предварительно с Дмитрием. Этот заговор был раскрыт, а его участники, в том числе Владимир Гусев, были казнены. Василий и его мать подверглись опале, по приказу Ивана были удалены подальше от князя и заключены под стражу. Но Софья не сдавалась. Ходили даже слухи, что она «ворожила» на Ивана и даже пыталась его отравить. Дмитрий Иванович был венчан 4 февраля 1498 года в Успенском соборе на великое княжение.
Однако сторонники внука, не без происков Софьи, вошли в конфликт с Иваном III. В 1499 году князья Патрикеевы и Ряполовские были одними из главных союзников Дмитрия-внука.
«В лето 7007-го генваря князь великий велел поимати бояр своих, князя Ивана Юриевичя з детми, да князя Семена Ивановичя Ряполовского; и велел казнити князя Семена Ивановичя Ряполовского, отсекоша ему главу на реце на Москве, пониже мосту, февраля 5, во вторник; а князя Ивана Юриевичя пожаловал от казни, отпустил его в черньци к Троици, а сына его, князя Василя Ивановичя Кривого, отпустил в монастырь в Кирилов на Белоозеро»
В конце концов опала постигла и самого Дмитрия и его мать в 1502 году. 21 марта 1499 г. Василий был объявлен Великим князем Новгородским и Псковским, а 14 апреля 1502 года — Великим князем Московским и Владимирским и Всея Руси самодержцем, то есть он стал соправителем отца. После смерти Ивана в 1505 году Дмитрий был закован в цепи и скончался в 1509 году. Василий уже не боялся потерять свою власть.
Первый брак был устроен его отцом Иваном, который сначала пытался найти ему невесту в Европе, но поиски не закончились успехом. Пришлось выбирать из 1500 знатных девиц, представленных ко двору для этой цели со всей страны. Отец первой жены Василия Соломонии, Юрий Константинович Сабуров, был писцом Обонежской пятины Новгородской земли, внуком боярина Фёдора Сабура. После свадьбы дочери он стал боярином и отдал другую свою дочь за стародубского князя. Впервые в российской истории правящий монарх брал себе в жены не представительницу княжеской аристократии или иностранную принцессу, а женщину из высшей прослойки «служилых людей».
Поскольку первый брак был бесплоден, в 1525 году Василий добился развода:45 и в начале следующего, 1526 года женился на Елене Глинской, дочери литовского князя Василия Львовича Глинского:45. К свадьбе с ней он, по-видимому первым среди московских государей, сбрил бороду, спровоцировав в церковных кругах острую дискуссию, которая завершилась на Стоглавом соборе 1551 года, строго запретившем брадобритие. Первоначально новая супруга также не могла забеременеть, но в конце концов 25 августа 1530 года у них родился сын Иван:48, будущий Иван Грозный, а затем и второй сын — Юрий:66.
По пути в Волоколамск в октябре 1533 года Василий получил на левом бедре подкожный нарыв, который очень быстро развивался, доктора не сумели оказать помощь (возможно, это была саркома в последней стадии, но в XVI веке таких диагнозов не ставили). Уже без сил великого князя доставили в подмосковное село Воробьёво. Понимая, что ему не выжить, Василий написал завещание, призвал митрополита Даниила, нескольких бояр и просил их признать наследником престола трёхлетнего сына Ивана. 3 декабря 1533 года, приняв предварительно схиму, умер от заражения крови.

## Внутренняя политика
Василий III считал, что власть великого князя ничто не должно ограничивать. Пользовался активной поддержкой церкви в борьбе с феодальной боярской оппозицией, круто расправляясь со всеми недовольными. В 1521 году митрополит Варлаам был сослан из-за отказа участвовать в борьбе Василия против князя Василия Ивановича Шемячича, князья Рюриковичи Василий Шуйский и Иван Воротынский были изгнаны. Дипломат и государственный деятель Иван Берсень-Беклемишев был казнён в 1525 году из-за критики политики Василия, а именно из-за открытого неприятия греческой новизны, которая пришла на Русь вместе с Софьей Палеолог. В течение правления Василия III увеличилось земельное дворянство, власти активно ограничивали иммунитет и привилегии бояр — государство шло по пути централизации. Однако деспотические черты управления, в полной мере проявившиеся уже при его отце Иване III и деде Василии Тёмном, в эпоху Василия только ещё более усилились.
В церковной политике Василий, во время брака с Соломонией, поддерживал нестяжателей, а после развода с ней и размолвке из-за этого как со своим советником иноком Вассианом, так и другими людьми церкви и светскими стал поддерживать иосифлян, которые поддержали его. Максим Грек, Вассиан Патрикеев и другие нестяжатели были приговорены на церковных соборах кто к смертной казни, кто к заточению в монастырях по причине придирок и клевет на них.
В правление Василия III были созданы «Уложение о вотчинах» и «Устав о слободах» (о них известно по косвенным источникам, так как сами документы не сохранились).
По мнению Герберштейна, властью, которую Василий имел над своими подданными, он превосходил всех монархов мира. На лицевой стороне его печати имелась надпись: «Великий Государь Василий Божией милостью царь и господин всея Руси». На оборотной стороне значилось: «Владимирской, Московской, Новгородской, Псковской и Тверской, и Югорьской, и Пермской, и многих земель Государь».
Время правления Василия — эпоха строительного бума на Руси, начавшегося во время правления его отца. В Московском Кремле возведён Архангельский собор, а в Коломенском построена Церковь Вознесения Господня. Строятся каменные укрепления в Туле, Нижнем Новгороде, Коломне и других городах. Основываются новые поселения, остроги, крепости.

## Объединение русских земель
Василий в своей политике в отношении других княжеств продолжал политику своего отца по собиранию русских земель.
В 1509 году, находясь в Великом Новгороде, Василий приказал собраться при нём псковскому посаднику и прочим представителям города, в том числе и всем челобитникам, недовольным ими. По прибытии к нему в начале 1510 года на праздник Крещения Господня псковичи были обвинены в недоверии великому князю, их наместники были казнены. Псковичи были вынуждены просить Василия принять себя в его отчину. Василий приказал отменить вече. На последнем в истории Псковской республики вече было решено не сопротивляться и выполнить требования Василия. 13 января был снят вечевой колокол и со слезами отправлен сначала в Снетогорский монастырь, а затем в Москву. 24 января Василий прибыл в Псков и поступил с ним так же, как и его отец с Новгородской республикой в 1478 году. 300 самых знатных семей города были переселены в московские земли, а их деревни отданы московским служилым людям.
Наступила очередь Рязани, давно уже лежавшей в сфере влияния Москвы. В 1517 году Василий призвал к себе в Москву рязанского князя Ивана Ивановича, пытавшегося вступить в союз с крымским ханом, и велел посадить его под стражу (в дальнейшем Ивана постригли в монахи и заточили в монастырь), а его удел забрал себе в 1521 году. После Рязани было присоединено Стародубское княжество, в 1523 году — Новгород-Северское, с князем которого Василием Ивановичем Шемячичем поступили по примеру рязанского — заточили в Москве.

## Внешняя политика
В начале правления Василию пришлось начать войну с Казанью. Поход был неудачен, русские полки, которыми командовал брат Василия, князь углицкий Дмитрий Иванович Жилка, были разбиты, но казанцы запросили мира, который и был заключён в 1508 году. В то же время Василий, воспользовавшись смутой в Литве после смерти князя литовского Александра, выставил свою кандидатуру на престол Гедимина. В 1508 году взбунтовавшийся литовский боярин Михаил Глинский в Москве был принят очень радушно. Война с Литвой привела к довольно выгодному для Московского князя миру в 1509 году, по которому литовцами были признаны захваты его отца.
В 1512 году началась новая война с Литвой. 19 декабря Василий, Юрий Иванович и Дмитрий Жилка выступили в поход. Смоленск был осаждён, но взять его не получилось, и русское войско вернулось в Москву в марте 1513 года. 14 июня Василий снова выступил в поход, но, отправив воевод к Смоленску, сам остался в Боровске, ожидая, что будет дальше. Смоленск снова был осаждён, а его наместник, Юрий Сологуб, разбит в открытом поле. Только после этого Василий самолично приехал к войскам. Но и эта осада была неудачной: осаждаемым удавалось восстанавливать разрушаемое. Опустошив окрестности города, Василий велел отступить и возвратился в ноябре в Москву. 8 июля 1514 года войско во главе с великим князем в третий раз выступило к Смоленску, на этот раз вместе с Василием шли его братья Юрий и Семён. Новая осада началась 29 июля. Артиллерия, которой руководил пушкарь Стефан, наносила осаждаемым тяжёлые потери. В тот же день Сологуб и духовенство города вышли к Василию и согласились сдать город. 31 июля жители Смоленска присягнули великому князю, и Василий 1 августа вступил в город. Взятие Смоленска, ставшее результатом трёх смоленских походов, стало самым крупным военным успехом Василия III на западном направлении за всё время его правления.
Вскоре были взяты окрестные города — Мстиславль, Кричев, Дубровна. Но Глинский, которому польские летописи приписывали успех третьего похода, вступил в сношения с королём Сигизмундом I. Он рассчитывал, что получит от Василия III Смоленск в качестве вотчины, однако государь решил иначе. Очень скоро заговор разоблачили, а самого Глинского заточили в Москве. Некоторое время спустя русское войско, которым командовал Иван Челядинов, потерпело тяжёлое поражение под Оршей, но литовцы вернуть Смоленск так и не смогли.
В 1518 году казанским ханом стал дружески настроенный к Москве Шах Али-хан, но правил он недолго: в 1521 году его сверг крымский ставленник Сахиб Гирей. В том же году, выполняя союзные обязательства с Сигизмундом I, крымский хан Мехмед I Гирей объявил поход на Москву. Вместе с ним из своих земель выступил казанский хан, под Коломной крымчаки и казанцы объединили свои армии вместе. Русское войско под руководством князя Дмитрия Бельского потерпело поражение на реке Оке и было вынуждено отступить. Татары подошли к стенам столицы. Сам Василий в то время уехал из столицы в Волоколамск собирать армию. Магмет-Гирей не собирался брать город: опустошив округу, он повернул обратно на юг, опасаясь астраханцев и собранного Василием войска, однако, взяв с великого князя грамоту о том, что тот признаёт себя верным данником и вассалом Крыма. На обратном пути осадив Переяславль-Рязанский, обороняемый воеводой Хабаром Симским, хан начал на основании этой грамоты требовать сдачи города. Но, выпросив татарских послов с этим письменным обязательством к себе в ставку, Иван Васильевич Образец-Добрынский (такое было родовое имя Хабара) удержал грамоту, а татарское войско разогнал пушками.
В 1522 году в Москве опять ожидали крымцев, Василий с войском даже сам стоял на Оке. Хан так и не пришёл, однако опасность со стороны степи не миновала. Поэтому Василий в том же 1522 году заключил перемирие с литовцами, по которому Смоленск остался за Москвой. Казанцы же всё не успокаивались. В 1523 году, в связи с очередной резнёй русских купцов в Казани, Василий объявил новый поход. Разорив ханство, на обратном пути он основал город Васильсурск на Суре, который должен был стать новым надёжным местом торга с казанскими татарами. В 1524 году после третьего похода на Казань был свергнут союзный Крыму Сахиб Гирей, а вместо него ханом был провозглашён Сафа Гирей.
В 1527 году было отражено нападение Исляма I Гирея на Москву. Русские войска заняли оборону в 20 км от Оки. Осада Москвы и Коломны длилась пять дней, после чего московская армия перешла Оку и разгромила крымское войско на реке Осётр. Очередное степное нашествие было отбито.
В 1531 году по просьбе казанцев ханом был провозглашён касимовский царевич Джан-Али хан, однако продержался он недолго — после смерти Василия его свергла местная знать.

## Браки и дети
Жёны:
- Соломония Юрьевна Сабурова (с 4 сентября 1505 по ноябрь 1525 года).
- Елена Васильевна Глинская (с 21 января 1526 года).

Дети (оба от второго брака): Иван IV Грозный (1530—1584) и Юрий (1532—1563). По преданиям, от первого брака, после пострижения Соломонии, родился сын Георгий.

## Родословная Василия
|  |                                           |  |  |  |  |  |  |  |  |  |  |  |  |  |  |  |
|  | Дмитрий Иванович Донской                  |  |  |  |  |  |  |  |  |  |  |  |  |  |  |  |
|  |                                           |  |  |  |  |  |  |  |  |  |  |  |  |  |  |  |
|  |                                           |  |  |  |  |  |  |  |  |  |  |  |  |  |  |  |
|  | Василий I Дмитриевич                      |  |  |  |  |  |  |  |  |  |  |  |  |  |  |  |
|  |                                           |  |  |  |  |  |  |  |  |  |  |  |  |  |  |  |
|  |                                           |  |  |  |  |  |  |  |  |  |  |  |  |  |  |  |
|  | Евдокия Дмитриевна                        |  |  |  |  |  |  |  |  |  |  |  |  |  |  |  |
|  |                                           |  |  |  |  |  |  |  |  |  |  |  |  |  |  |  |
|  |                                           |  |  |  |  |  |  |  |  |  |  |  |  |  |  |  |
|  | Василий II Тёмный                         |  |  |  |  |  |  |  |  |  |  |  |  |  |  |  |
|  |                                           |  |  |  |  |  |  |  |  |  |  |  |  |  |  |  |
|  |                                           |  |  |  |  |  |  |  |  |  |  |  |  |  |  |  |
|  | Витовт                                    |  |  |  |  |  |  |  |  |  |  |  |  |  |  |  |
|  |                                           |  |  |  |  |  |  |  |  |  |  |  |  |  |  |  |
|  |                                           |  |  |  |  |  |  |  |  |  |  |  |  |  |  |  |
|  | Софья Витовтовна                          |  |  |  |  |  |  |  |  |  |  |  |  |  |  |  |
|  |                                           |  |  |  |  |  |  |  |  |  |  |  |  |  |  |  |
|  |                                           |  |  |  |  |  |  |  |  |  |  |  |  |  |  |  |
|  | Анна (жена Витовта)                       |  |  |  |  |  |  |  |  |  |  |  |  |  |  |  |
|  |                                           |  |  |  |  |  |  |  |  |  |  |  |  |  |  |  |
|  |                                           |  |  |  |  |  |  |  |  |  |  |  |  |  |  |  |
|  | Иван III                                  |  |  |  |  |  |  |  |  |  |  |  |  |  |  |  |
|  |                                           |  |  |  |  |  |  |  |  |  |  |  |  |  |  |  |
|  |                                           |  |  |  |  |  |  |  |  |  |  |  |  |  |  |  |
|  | Владимир Андреевич Храбрый                |  |  |  |  |  |  |  |  |  |  |  |  |  |  |  |
|  |                                           |  |  |  |  |  |  |  |  |  |  |  |  |  |  |  |
|  |                                           |  |  |  |  |  |  |  |  |  |  |  |  |  |  |  |
|  | Ярослав (Афанасий) Владимирович Боровский |  |  |  |  |  |  |  |  |  |  |  |  |  |  |  |
|  |                                           |  |  |  |  |  |  |  |  |  |  |  |  |  |  |  |
|  |                                           |  |  |  |  |  |  |  |  |  |  |  |  |  |  |  |
|  | Елена Ольгердовна                         |  |  |  |  |  |  |  |  |  |  |  |  |  |  |  |
|  |                                           |  |  |  |  |  |  |  |  |  |  |  |  |  |  |  |
|  |                                           |  |  |  |  |  |  |  |  |  |  |  |  |  |  |  |
|  | Мария Ярославна                           |  |  |  |  |  |  |  |  |  |  |  |  |  |  |  |
|  |                                           |  |  |  |  |  |  |  |  |  |  |  |  |  |  |  |
|  |                                           |  |  |  |  |  |  |  |  |  |  |  |  |  |  |  |
|  | Фёдор Фёдорович Голтяй Кошкин             |  |  |  |  |  |  |  |  |  |  |  |  |  |  |  |
|  |                                           |  |  |  |  |  |  |  |  |  |  |  |  |  |  |  |
|  |                                           |  |  |  |  |  |  |  |  |  |  |  |  |  |  |  |
|  | Мария Фёдоровна Голтяева-Кошкина          |  |  |  |  |  |  |  |  |  |  |  |  |  |  |  |
|  |                                           |  |  |  |  |  |  |  |  |  |  |  |  |  |  |  |
|  |                                           |  |  |  |  |  |  |  |  |  |  |  |  |  |  |  |
|  | Василий III                               |  |  |  |  |  |  |  |  |  |  |  |  |  |  |  |
|  |                                           |  |  |  |  |  |  |  |  |  |  |  |  |  |  |  |
|  |                                           |  |  |  |  |  |  |  |  |  |  |  |  |  |  |  |
|  | Иоанн V Палеолог                          |  |  |  |  |  |  |  |  |  |  |  |  |  |  |  |
|  |                                           |  |  |  |  |  |  |  |  |  |  |  |  |  |  |  |
|  |                                           |  |  |  |  |  |  |  |  |  |  |  |  |  |  |  |
|  | Мануил II Палеолог                        |  |  |  |  |  |  |  |  |  |  |  |  |  |  |  |
|  |                                           |  |  |  |  |  |  |  |  |  |  |  |  |  |  |  |
|  |                                           |  |  |  |  |  |  |  |  |  |  |  |  |  |  |  |
|  | Елена Кантакузин                          |  |  |  |  |  |  |  |  |  |  |  |  |  |  |  |
|  |                                           |  |  |  |  |  |  |  |  |  |  |  |  |  |  |  |
|  |                                           |  |  |  |  |  |  |  |  |  |  |  |  |  |  |  |
|  | Фома Палеолог                             |  |  |  |  |  |  |  |  |  |  |  |  |  |  |  |
|  |                                           |  |  |  |  |  |  |  |  |  |  |  |  |  |  |  |
|  |                                           |  |  |  |  |  |  |  |  |  |  |  |  |  |  |  |
|  | Константин Деянович Драгаш                |  |  |  |  |  |  |  |  |  |  |  |  |  |  |  |
|  |                                           |  |  |  |  |  |  |  |  |  |  |  |  |  |  |  |
|  |                                           |  |  |  |  |  |  |  |  |  |  |  |  |  |  |  |
|  | Елена Драгаш                              |  |  |  |  |  |  |  |  |  |  |  |  |  |  |  |
|  |                                           |  |  |  |  |  |  |  |  |  |  |  |  |  |  |  |
|  |                                           |  |  |  |  |  |  |  |  |  |  |  |  |  |  |  |
|  | Софья Палеолог                            |  |  |  |  |  |  |  |  |  |  |  |  |  |  |  |
|  |                                           |  |  |  |  |  |  |  |  |  |  |  |  |  |  |  |
|  |                                           |  |  |  |  |  |  |  |  |  |  |  |  |  |  |  |
|  | Андронико Асано Дзаккариа, барон Аркадии  |  |  |  |  |  |  |  |  |  |  |  |  |  |  |  |
|  |                                           |  |  |  |  |  |  |  |  |  |  |  |  |  |  |  |
|  |                                           |  |  |  |  |  |  |  |  |  |  |  |  |  |  |  |
|  | Чентурионе II Дзаккариа                   |  |  |  |  |  |  |  |  |  |  |  |  |  |  |  |
|  |                                           |  |  |  |  |  |  |  |  |  |  |  |  |  |  |  |
|  |                                           |  |  |  |  |  |  |  |  |  |  |  |  |  |  |  |
|  | Мавра Аркадийская                         |  |  |  |  |  |  |  |  |  |  |  |  |  |  |  |
|  |                                           |  |  |  |  |  |  |  |  |  |  |  |  |  |  |  |
|  |                                           |  |  |  |  |  |  |  |  |  |  |  |  |  |  |  |
|  | Екатерина Дзаккариа (Захария) Ахейская    |  |  |  |  |  |  |  |  |  |  |  |  |  |  |  |
|  |                                           |  |  |  |  |  |  |  |  |  |  |  |  |  |  |  |
|  |                                           |  |  |  |  |  |  |  |  |  |  |  |  |  |  |  |
|  | Ансенина-Палеологиня                      |  |  |  |  |  |  |  |  |  |  |  |  |  |  |  |
|  |                                           |  |  |  |  |  |  |  |  |  |  |  |  |  |  |  |
|  |                                           |  |  |  |  |  |  |  |  |  |  |  |  |  |  |  |

## Киновоплощения
- В сериале «Иван Грозный» (2009, реж. Андрей Эшпай) роль Василия III сыграл Владислав Ветров.
- В сериале «София» (2016) роль Василия III в детстве сыграл Анатолий Наумов.

## В филателии
Почта России в 1996 году выпустила марку, посвящённую Василию III.